# Andrej Hočevar
Andrej Hočevar (* 21. listopadu 1984, Lublaň, Jugoslávie) je slovinský hokejový brankář hrající v týmu Ice Hockey Aquile FVG v italské lize LIHG.

## Kariéra

### Klubová kariéra
Hočevar začal svojí profesionální kariéru v roce 2000 v týmu HK Mark Interieri, kde strávil dvě sezóny předtím než přestoupil do týmu HDD Olimpija Lublaň Hrajícím ve slovinské nejvyšší lize. Celkem v Lublani strávil čtyři sezóny, než se měl šanci ukázat poté, co se první brankář týmu Klemen Mohorič musel podrobit operaci. V sezónách 2002-03 a 2003-04 se stal společně s Olimpijí mistrem slovinské ligy.
Před sezónou 2006-07 přestoupil do dalšího slovinského klubu HK Acroni Jesenice, se kterým hrál, ale rakouskou nejvyšší soutěž Erste Bank Eishockey Liga. V první sezóně v Jesenicích, ale chytal v týmu Seamus Kotyk a Gaber Glavič. Před sezónou 2007-08 sice odešel Kotyk, ale ze Švédska se do týmu vrátil Robert Kristan a tak Hočevar opět nedostal šanci se prosadit. Andrej Hočevar se, ale prosadil v sezóně 2008-09, kdy předváděl v rakouské lize kvalitní výkony. Před play-off se mu, ale přestalo dařit a na pozici prvního brankáře byl nahrazen Matthewem Yeatsem. Po sezóně 2008-09 mu tým Jesenice, se kterým se stal v sezónách 2007-08 a 2008-09, neprodloužil smlouvu a Hočevar byl několik měsíců poté bez práce než na konci roku 2009 podepsal smlouvu s italským prvoligovým týmem Ice Hockey Aquile FVG, kde pauzíroval se zraněním brankář Andrea Carpano a Hočevar se tak mohl prosadit. Na jaře 2010 se Carpano stěhoval do týmu HC Pustertal a tak se stal Hočevar jednoznačnou jedničkou týmu.

### Mezinárodní kariéra
Za Slovinsko Hočevar nastupoval už v juniorských kategoriích, kde Slovinsko hrálo většinou v nižších kategoriích Mistrovství světa do 18 a do 20 let. V seniorské reprezentaci nastupoval od roku 2004 a nižší divize MS se účastnil v letech 2004, 2007, 2009 a 2010 a elitní skupiny MS se účastnil v letech 2005, 2006, 2008 a 2011. Na šampionátech sbíral pravidelně individuální ocenění.

## Úspěchy

### Individuální úspěchy
- Nejlepší brankář na MS do 18 let (D1) - 2002
- Nejlepší brankář na MS (D1|B) - 2007
- Nejlepší brankář na MS (D1|A) - 2009

### Týmové úspěchy
- Stříbro na MS (D1) do 18 let - 2002
- Stříbro na MSJ (D1|B) - 2003
- Člen slovinského mistra - 2002-03
- Člen slovinského mistra - 2003-04
- Zlato na MS (D1|B) - 2007
- Člen slovinského mistra - 2007-08
- Člen slovinského mistra - 2008-09
- Stříbro na MS (D1|A) - 2009
- Zlato na MS (D1|B) - 2010

## Statistiky

### Klubové statistiky

#### Základní část
| Sezóna  | Tým                   | Liga             | Z  | V  | P  | R | MIN  | OG  | POG  | ChS | %ChS  | ČK | G | A | TM |
| ------- | --------------------- | ---------------- | -- | -- | -- | - | ---- | --- | ---- | --- | ----- | -- | - | - | -- |
| 2000/01 | HK MARK Interieri     | Slovinsko        | 17 | –  | –  | – |      |     |      | –   | –     |    | 0 | 0 | 2  |
| 2001/02 | HK MARK Interieri     | Slovinsko        | 12 | –  | –  | – |      |     |      | –   | –     |    | 0 | 0 | 2  |
| 2002/03 | HDD Olimpija Lublaň   | Interliga        | 1  | –  | –  | – | 60   | 1   | 1.00 | 22  | 95.65 | 0  | 0 | 0 | 0  |
| 2002/03 | HDD Olimpija Lublaň   | Slovinsko        | 2  | –  | –  | – |      |     |      | –   | –     |    | 0 | 0 | 0  |
| 2002/03 | HK Tivoli             | Slovinsko        | 23 | –  | –  | – |      |     |      | –   | –     |    | 0 | 0 | 2  |
| 2003/04 | HDD Olimpija Lublaň   | Interliga        | 16 | –  | –  | – |      |     |      | –   | –     |    | 0 | 0 | 4  |
| 2003/04 | HDD Olimpija Lublaň   | Slovinsko        | 14 | –  | –  | – |      |     |      | –   | –     |    | 0 | 1 | 2  |
| 2004/05 | HDD Olimpija Lublaň   | Interliga        | 7  | –  | –  | – | 379  | 22  | 3.48 | 200 | 90.09 | 0  | 0 | 0 | 4  |
| 2004/05 | HDD Olimpija Lublaň   | Slovinsko        |    | –  | –  | – |      |     |      | –   | –     |    |   |   |    |
| 2005/06 | HDD Olimpija Lublaň   | Interliga        | 9  | –  | –  | – |      |     |      |     |       |    | 0 | 1 | 0  |
| 2005/06 | HDD Olimpija Lublaň   | Slovinsko        | 25 | –  | –  | – |      |     |      | –   | –     |    | 0 | 0 | 0  |
| 2006/07 | HK Acroni Jesenice    | EBEL             | 4  | 2  | 2  | 0 | 152  | 12  | 4.74 | 84  | 87.50 | 0  | 0 | 0 | 0  |
| 2006/07 | HK Acroni Jesenice    | Interliga Div. B | 4  | –  | –  | – | 220  | 6   | 1.64 | –   | –     |    | 0 | 0 | 0  |
| 2006/07 | HK Acroni Jesenice    | Slovinsko        | 10 | –  | –  | – | 580  | 22  | 2.28 | –   | –     |    | 0 | 0 | 2  |
| 2007/08 | HK Acroni Jesenice    | EBEL             | 10 | 4  | 3  | 1 | 529  | 21  | 2.38 | 250 | 92.25 | 1  | 0 | 0 | 0  |
| 2007/08 | HK Acroni Jesenice    | Slovinsko        | 2  | –  | –  | – | 120  | 2   | 1.00 | –   | –     |    | 0 | 0 | 0  |
| 2008/09 | HK Acroni Jesenice    | EBEL             | 31 | 17 | 12 | 2 | 1835 | 107 | 3.50 | 815 | 88.39 | 2  | 0 | 1 | 4  |
| 2009/10 | Ice Hockey Aquile FVG | Serie A          | 18 | 11 | 7  | 0 | 1088 | 45  | 2.48 | 594 | 92.96 | 1  | 0 | 1 | 2  |
| 2010/11 | Ice Hockey Aquile FVG | Serie A          | 32 | 13 | 16 | 0 | 1848 | 99  | 3.21 | 905 | 90.14 | 1  | 0 | 0 | 4  |

#### Play-off
| Sezóna  | Tým                   | Liga      | Z | V | P | R | MIN | OG | POG  | ChS | %ChS  | ČK | G | A | TM |
| ------- | --------------------- | --------- | - | - | - | - | --- | -- | ---- | --- | ----- | -- | - | - | -- |
| 2006/07 | HK Acroni Jesenice    | Interliga | 2 | 2 | 0 | 0 | 120 | 3  | 1.50 | –   | –     | –  | 0 | 0 | 0  |
| 2007/08 | HK Acroni Jesenice    | EBEL      | 1 | 0 | 1 | 0 | 43  | 2  | 2.79 | 19  | 90.48 | 0  | 0 | 0 | 0  |
| 2007/08 | HK Acroni Jesenice    | Slovinsko | 3 | 3 | 0 | 0 | 180 | 3  | 1.00 | –   | –     | –  | 0 | 0 | 0  |
| 2008/09 | HK Acroni Jesenice    | EBEL      | 3 | 0 | 3 | 0 | 158 | 13 | 4.94 | 85  | 86.73 | 0  | 0 | 0 | 0  |
| 2008/09 | HK Acroni Jesenice    | Slovinsko | 6 | 6 | 0 | 0 | 360 | 8  | 1.33 | –   | –     | –  | 0 | 0 | 0  |
| 2009/10 | Ice Hockey Aquile FVG | Serie A   | 6 | 2 | 3 | 0 | 295 | 16 | 3.25 | 190 | 92.23 | 0  | 0 | 0 | 0  |
| 2010/11 | Ice Hockey Aquile FVG | Serie A   | 4 | 0 | 4 | 0 | 235 | 11 | 2.81 | 110 | 90.91 | 0  | 0 | 0 | 0  |

### Reprezentační statistiky
| Sezóna | Tým       | Akce              | Z | V | P | R | MIN | OG | POG  | ChS | %ChS  | ČK | G | A | TM |
| ------ | --------- | ----------------- | - | - | - | - | --- | -- | ---- | --- | ----- | -- | - | - | -- |
| 2000   | Slovinsko | MS (D1) do 18 let | 2 |   |   |   |     |    |      |     |       |    |   |   |    |
| 2002   | Slovinsko | MS (D1) do 18 let | 5 | – | – | – | 300 | 13 | 2.60 | 145 | 91.77 | 1  | 0 | 0 | 0  |
| 2002   | Slovinsko | MSJ (D1)          | 5 | – | – | – | 280 | 24 | 5.14 | 161 | 87.03 | 0  | 0 | 0 | 0  |
| 2003   | Slovinsko | MSJ (D1)          | 3 | – | – | – | 154 | 7  | 2.73 | 74  | 91.36 | 0  | 0 | 0 | 0  |
| 2004   | Slovinsko | MSJ (D1)          | 5 | – | – | – | 170 | 18 | 6.35 | 126 | 87.50 | 0  | 0 | 0 | 0  |
| 2005   | Slovinsko | MS                | 1 | 0 | 1 | 0 | 26  | 1  | 2.31 | 24  | 96.00 | 0  | 0 | 0 | 0  |
| 2007   | Slovinsko | MS (D1)           | 4 | – | – | – | 240 | 3  | 0.75 | 62  | 95.38 | 1  | 0 | 0 | 0  |
| 2008   | Slovinsko | MS                | 2 | 0 | 2 | 0 | 85  | 4  | 2.82 | 52  | 92.86 | 0  | 0 | 0 | 0  |
| 2009   | Slovinsko | MS (D1)           | 5 | 4 | 1 | 0 | 299 | 7  | 1.40 | 99  | 93.40 | 1  | 0 | 0 | 0  |
| 2010   | Slovinsko | MS (D1)           | 5 | 5 | 0 | 0 | 291 | 10 | 2.06 | 100 | 90.91 | 0  | 0 | 0 | 0  |
| 2011   | Slovinsko | MS                | 2 | 0 | 1 | 0 | 80  | 8  | 6.00 | 27  | 77.14 | 0  | 0 | 0 | 0  |

Legenda
- Z - Odehrané zápasy (Zápasy)
- V - Počet vyhraných zápasů (Vítězství)
- P - Počet prohraných zápasů (Porážky)
- R/PVP - Počet remíz respektive porážek v prodloužení zápasů (Remízy/Porážky v prodloužení)
- MIN - Počet odchytaných minut (Minuty)
- OG - Počet obdržených branek (Obdržené góly)
- ČK - Počet vychytaných čistých kont (Čistá konta)
- POG - Počet obdržených branek (Počet obdržených gólů)
- G - Počet vstřelených branek (Góly)
- A - Počet přihrávek na branku (Asistence)
- ChS - Počet chycených střel (Chycené střely)
- %CHS - % chycených střel (% chycených střel)